# Jamyang Tenpe Nyima

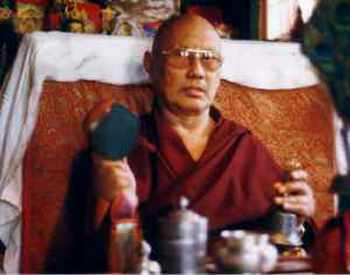
Lüding Khenchen Rinpoche

Lüding Khenchen Rinpoche, Jamyang Tenpe Nyima tibetisch ཀླུ་སྡིངས་མཁན་ཆེན་རིན་པོ་ཆེ་འཇམ་དབྱངས་ཉི་མ Wylie klu sdings mkhan chen rin po che ’jam dbyangs bstan pa’i nyi ma (* 1931 in Ngor Ewam in Tibet) war das 75. Oberhaupt der Ngor-Tradition, einer Unterschule der Sakya-Tradition des tibetischen Buddhismus.

## Leben
Jamyang Tenpe Nyima wurde in Pangshal in der Nähe des Sitzes des Klosters Ngor Ewam geboren. Sein Geburtstag fällt laut dem tibetischen Mondkalender fällt der Tag auf den 14. Tag des neunten Monats. Als Ältester Sohn von drei Geschwistern einer Familie, die als Shang, Sharchen oder Ludingpa bezeichnet wird, erlernte er im Alter von sieben Jahren das Lesen und Schreiben. Er wurde als zehnjähriger zum Mönch geweiht und anschließend weiter ausgebildet. Im Alter von 24 Jahren wurde Luding Khenchen Rinpoche 1954 als 75. Abt des Klosters Ngor Evam Chöden eingesetzt.
Beim Einmarsch der Chinesischen Armee, verließ er Tibet und floh nach Darjeeling in Indien. Im Jahr 1961 gründete er das Ngor-Zentrum in Gangtok in Sikkim und 1965 wurde unter seiner Leitung das Kyegu-Kloster in Kamrao, Himachal Pradesh neu gegründet. Zudem ließ er 1978 das Kloster Ngor Pal Ewam Choden in Manduwala errichten. Er führte die Ngor-Tradition als spirituelles Oberhaupt, bis sein Neffe, Lüding Shabdrung Rinpoche, am 16. März 2000 als 76. inthronisiert wurde.